# Parque deportivo Puerta de Hierro
El Parque Deportivo Puerta de Hierro, anteriormente conocido como Parque Sindical Deportivo Puerta de Hierro o simplemente Parque Sindical, es un centro deportivo público de la Comunidad de Madrid. Cuenta con un amplio abanico de instalaciones deportivas, así como con la piscina al aire libre más grande de la Comunidad y una de las mayores de España. Se encuentra ubicado en el distrito de Moncloa-Aravaca de la ciudad de Madrid.

## Descripción
Gestionado por el Instituto Madrileño del Deporte, organismo público dependiente del Gobierno de la Comunidad de Madrid, dispone de 23.600 metros cuadrados, con capacidad para 5.963 usuarios, con instalaciones para la práctica de diferentes deportes. Es la sede de las Federaciones Madrileñas de golf, pádel, pelota, piragüismo, rugby y tiro con arco. Se encuentra atravesado por el río Manzanares.

## Historia
Concebido en pleno régimen franquista para favorecer el ocio y esparcimiento de las clases obreras, bajo impulso de la entidad Educación y Descanso, encuadrada a su vez en el Sindicato Vertical, organización asociativa única para trabajadores y empresarios auspiciada por la Dictadura. El proyecto fue objeto de concurso que ganó el arquitecto Manuel Muñoz Monasterio junto al ingeniero Alfredo Semelas Arroyo, siendo los edificios auxiliares - incluidos la propia piscina y las gradas adyacentes - obra de Francisco de Asís Cabrero.
El centro abrió finalmente sus puertas en el año 1955. El propio Francisco Franco, acompañado por Raimundo Fernández-Cuesta, a la sazón Ministro-secretario general del Movimiento, fue el encargado de inaugurarlo el 18 de julio de ese año. El centro se desarrolló en torno sobre todo a la gran piscina que albergaba, de 132x80 metros con 1,20 metros de profundidad, en su momento la más grande de Europa. Por ella se conoció también a este centro deportivo como el Charco Obrero o Charco del Obrero. Junto a ella, una piscina olímpica y una piscina infantil, de 40 centímetros de profundidad. El conjunto del complejo se extendía por una gran extensión de terreno, con áreas de merenderos e instalaciones para las prácticas de otros deportes. Inaugurada en una época en la que Madrid, carecía de este tipo de instalaciones de titularidad pública, alcanzó una enorme popularidad entre los habitantes de la ciudad en las décadas de 1960 a 1980, con 30.000 usuarios en fines de semana y en algún momento puntual - normalmente en domingo - incluso 40.000. Se convirtió de este modo en uno de los centros de ocio veraniego más importantes de la capital para las clases trabajadoras durante más de 3 décadas.
Siendo las instalaciones propiedad de Patrimonio Nacional, tras la formación de las comunidades autónomas, su gestión fue transferida al Instituto Madrileño del Deporte de la Comunidad de Madrid, mediante un contrato de arrendamiento firmado el 11 de noviembre de 1988 y renovado en 2014 hasta 2023, por una renta de 145.599,53 euros, más IVA, revisable anualmente conforme al IPC.
En 1985 albergó los Juegos Europeos de Minusválidos Psíquicos con presencia del Presidente del Gobierno Felipe González y del alcalde de Madrid, Enrique Tierno Galván.
En 1991 fue objeto de una profunda remodelación.